# Диаблинти
Диаблинтите (на латински: Diablintes, Diablintres, Diablinti; Aulerci Diaulitae) са галско племе, населяволо територията в областта на град Новиодунум, (днес Jublains в департамент Майен, в Северозападна Франция), между морините и менапиите.
Те са от групата на авлерките.